# Kaišiadorys
Kaišiadorys (česky zastarale Košedary) jsou okresní město v Kaunaském kraji v Litvě. 
Leží mezi městy Vilnius (vzdálenost 71 km) a Kaunas (vzdálenost 40 km), podle velikosti je sedmé ze třinácti měst v kraji. Dominantou města je trojlodní Katedrála Obrácení Páně, postavená roku 1932 v neogotickém stylu, a biskupská rezidence, postavená roku 1933. Městem prochází nejfrekventovanější železnice v Litvě, trať Vilnius – Kaunas s odbočkou Kaišiadorys – Jonava Kėdainiai – Radviliškis.  
Ve městě je dále okresní úřad, okresní soud, prokuratura, okresní úřad policie, pošta (PSČ: LT-56001), Litevský veterinární institut, gymnázium Algirdase Brazauskase, progymnázium Vaclova Giržada, škola pro mládež a dospělé, zvláštní škola, muzeum, veřejná knihovna.

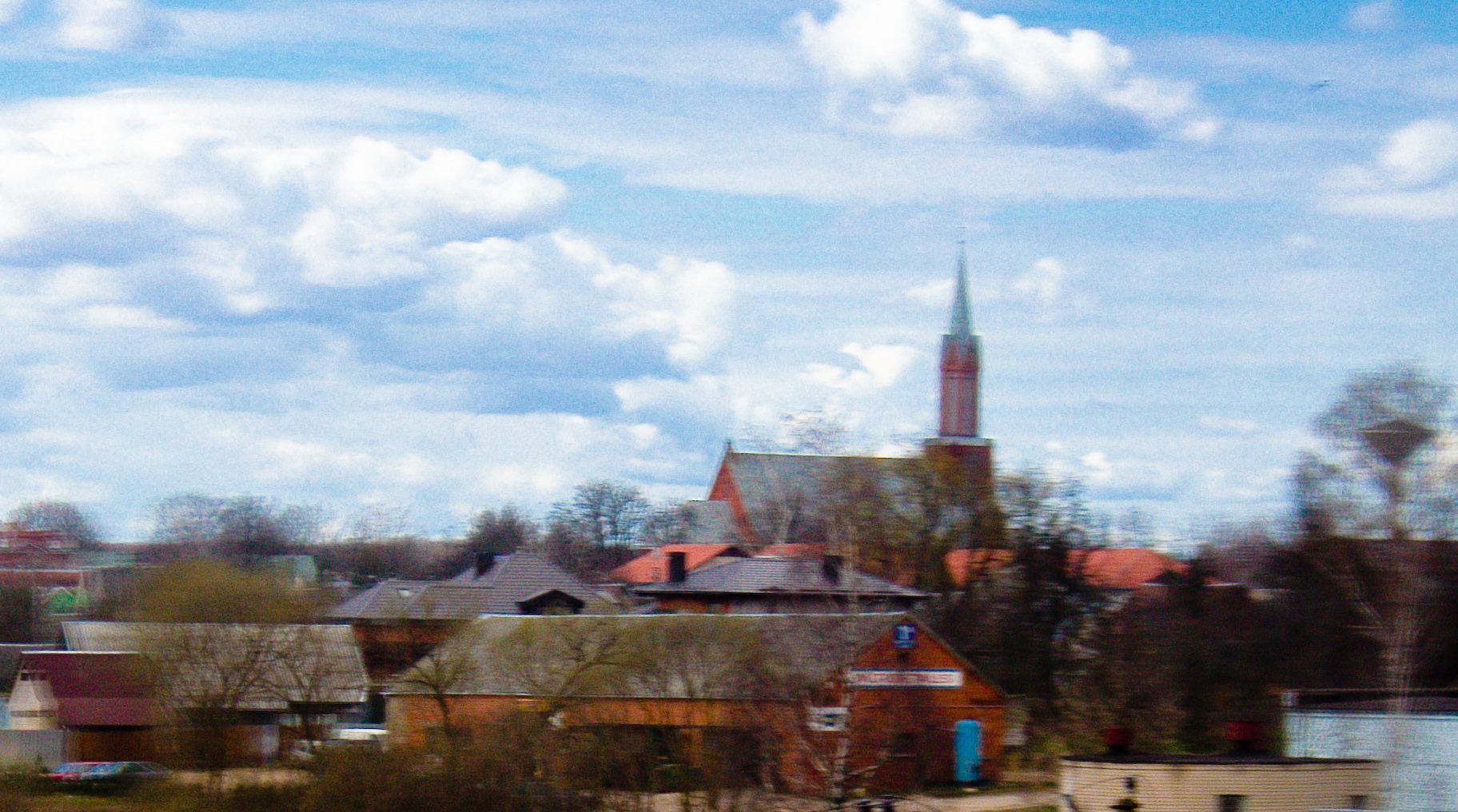
Celkový pohled

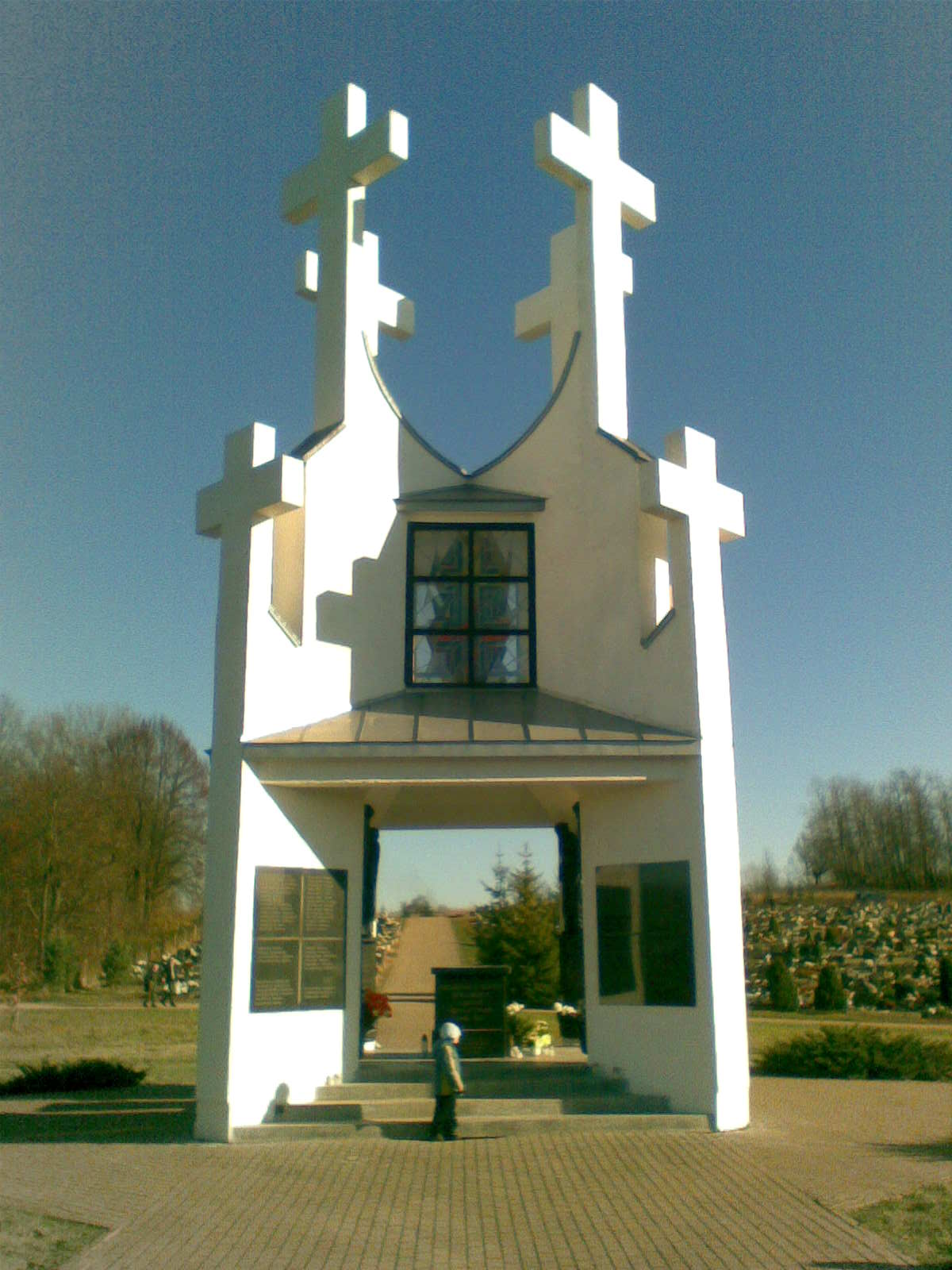
Kaplička partyzánům na městském hřbitově (arch. S. Petrauskas, vitráže K. Morkūnas)